# 家蠅
家蠅（學名：Musca domestica）是一種蒼蠅，是分布最廣的蠅，在人類居所佔了約90%，也是全世界分佈最廣的昆蟲之一。由於它們會傳播疾病，故被認為是害蟲。家蠅估計於6500萬年前新生代開始演化。

## 特徵
|          | I 头部        | 22 复眼 | 家蠅的頭部 |
| II 胸部  | 2 前气门      |         | 家蠅的頭部 |
| III 腹部 | 8 翅膀 9 腹节 |         | 家蠅的頭部 |

成蟲長約8-12毫米。胸部呈灰色，背上有四条深色的橫線。全身都有像毛的伸出物覆蓋。雌蠅比雄蠅稍大，紅色的複眼相距亦較遠。蛹約重8-20毫克。
家蠅只有一對翅膀，後翅已經退化為細小的平衡桿幫助穩定飛行。翅膀中脈突然向上彎曲。

## 生命周期

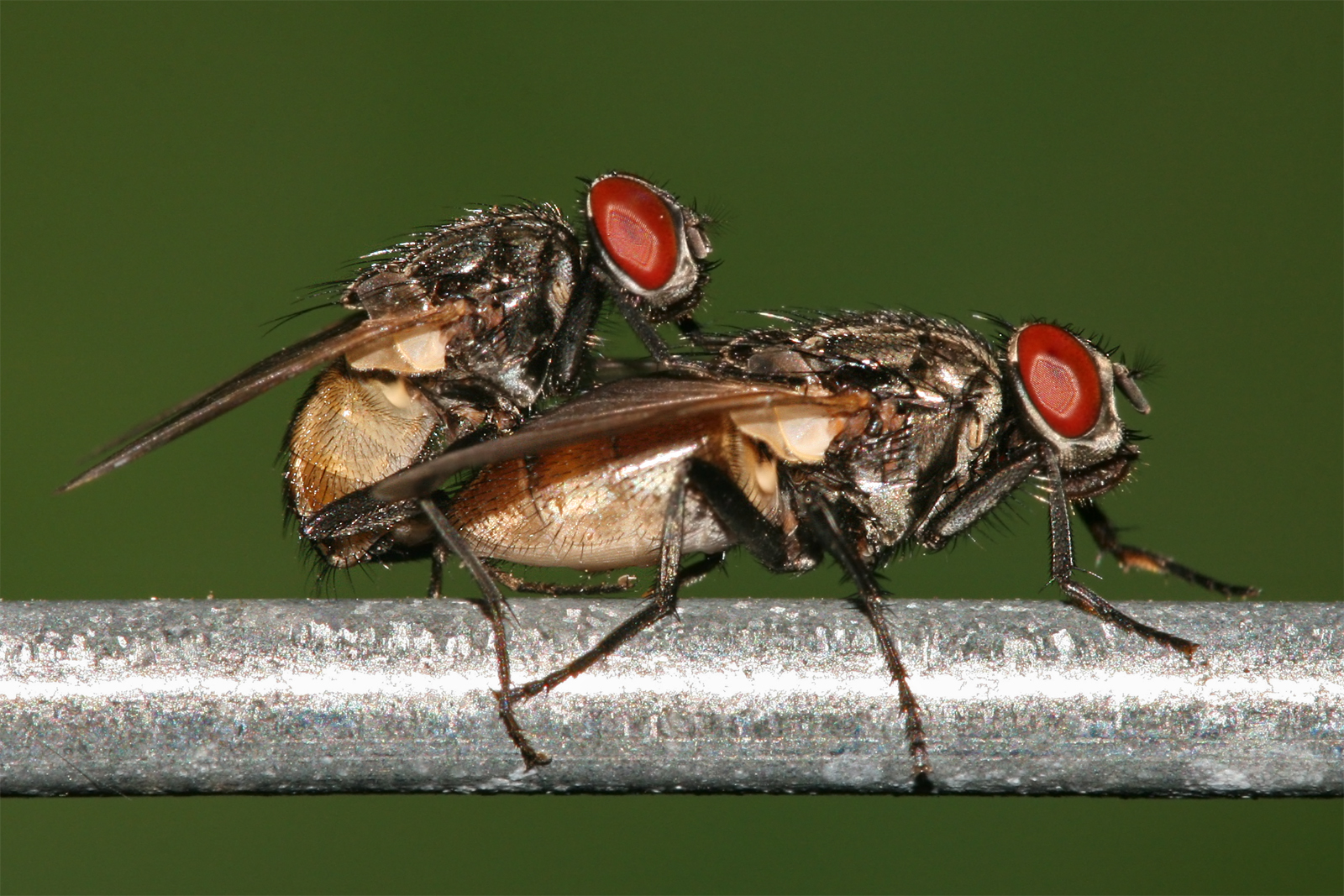
正在交配的家蠅。

每一隻雌蠅每次都會生75-150顆卵，並會生數次達500顆。卵呈白色，長約1.2毫米。一天之內，蛆就可以孵化出來。它們會棲息在有機物上覓食，如垃圾或糞便。蛆呈淡白色，長約3–9毫米，口端較幼，沒有腳。它們只會活一星期，到了第三階段，它們會走到乾燥及寒冷的地方及結蛹。蛹呈紅色或褐色，長約8毫米。成蟲在野外可以活2星期至1個月。破蛹而出的成蟲就不會成長，身形較細小可能是因蛆時缺乏食物所致。
雌蠅破蛹而出後的36小時就可以交配。雄蠅會附在其後，雌蠅的產卵管會伸入雄蠅的生殖孔，使雄蠅得以注入精子。交配只需時幾秒。雌蠅一般只會交配一次，儲藏起精子來重覆產卵。
家蠅需要溫暖來生存，越溫暖其生長率就越高。於冬天時，大部份生存的都是蛆或蛹。

## 習性
家蠅會在糞便、傷口、痰及潮濕腐化的有機物（如食物、蛋及屍體）上覓食。家蠅只可以吃流質食物。它們會吐口水在固體食物上進行初步消化，接著將之吮入。它們也會吐出部份消化的食物，將之吮回到腹部。
家蠅的食物量很高，故它們經常排出糞便，令它們成為病原體的攜帶者。雖然它們一般被限於家居之內，但也可以飛越繁殖地以外的幾里。它們只會在日間活躍，於夜間休息。

## 性別
家蠅的性別決定是生物研究的對象。大自然中有多種性別決定模式，一般在同一物種中只有一種。但是，家蠅卻有多種不同的性別決定模式，如雄性遺傳變異、雌性遺傳變異及母方控制。

## 傳播疾病
以下是家蠅機械性傳播的疾病：
- 寄生性疾病：原生生物的囊腫（如溶組織內阿米巴及籃氏賈第鞭毛蟲）及蠕蟲卵（如蛔蟲及蟯蟲）。
- 細菌性疾病：傷寒、霍亂、痢疾、化膿性球菌、彎曲菌屬及大肠杆菌O157:H7型。[7]
- 病毒：腸道病毒及脊髓灰質炎等。

以下是家蠅為病原體的疾病：
- 蠅蛆病

## 農藥殘留快速檢測
台灣的農委會農業試驗所研發農藥殘留快速檢測技術，使用感性家蠅品系進行農藥檢測，於封閉式實驗室繁殖該感性家蠅品系，待家蠅成熟後，於家蠅體內萃取出神經酵素--乙醯膽鹼酯酶 (Acetylcholinesterase ,AChE)，根據抗膽鹼類農藥會抑制乙醯膽鹼酯酶活性之原理，檢驗農作物是否有農藥殘留。該技術檢測耗時短，實際應用上能大幅縮短農作物檢驗時間，維持農作物的新鮮度，有利於市場消售渠道及衛生單位檢驗把關。

## 外部連結
- University of Florida （页面存档备份，存于）
- Project Gutenberg （页面存档备份，存于）
- Video: Common Housefly 60x enlarged and alive under microscope. （页面存档备份，存于）